# Srpska narodna stranka
Srpska narodna stranka (SNS) politička je stranka u Hrvatskoj koja zastupa interese srpske manjine. Njezin trenutni predsjednik je Milan Rodić. Središte SNS-a je u Zagrebu. 
Osnovana je 1991. godine od strane pripadnika srpske manjine, na čelu s Milanom Đukićem, koji se nisu slagali sa secesionističkom politikom Srpske demokratske stranke, odnosno stvaranjem tzv. Republike Srpske Krajine. S izbijanjem Domovinskog rata postala je stranka koja je zastupala interese Srba na područjima pod nadzorom hrvatske vlasti.
Stranka je ubrzo dobila povlašten tretman u državnim medijima, a Đukić je dobio dužnost pomoćnika ministra unutarnjih poslova i savjetnika predsjednika Franje Tuđmana. Na parlamentarnim izborima 1992. godine SNS nije uspjela prijeći prag od 3 % za ulazak u Sabor. Međutim presudom Ustavnog suda tri njezina zastupnika, uključujući Đukića, dobila su saborske mandate, jer na listama drugih stranaka koje su prešle prag nije bilo dovoljno zastupnika srpske nacionalnosti, a da bi se ispunila kvota koju je propisivao tadašnji ustavni zakon o pravima manjina. Ustavni sud je mandate prepustio SNS-u, iako je prije te stranke po broju glasova lista sa srpskim zastupnicima bila lista SDU-a, obrazloživši to time da SNS kao "etnička stranka" ima veće pravo na "etničke mandate".
Milan Đukić je ubrzo nakon toga postao potpredsjednik Sabora, a SNS dobio nadimak Stranka Tuđmanovih Srba, s obzirom na to da je uvijek podržavao HDZ i vladu, a nikad opoziciju. Srpska narodna stranka učestvovala je 1995. na izborima za Hrvatski sabor i osvojila dva mandata (Milan Đukić i Veselin Pejnović) Tokom tog mandata Veselin Pejnović je napustio SNS i zadržao mandat u Hrvatskom saboru kao neovisni zastupnik. Srpska narodna stranka je kod izmjena Ustava 1997. glasala protiv toga da se Srbi brišu iz Ustava kao narod i postaju nacionalna manjina zajedno s drugim strankama oporbe. Srpska narodna stranka je bila tada i protiv toga da se Hrvatski sabor preimenuje u Hrvatski državni sabor (kako se zvao u doba NDH). Na parlamentarnim izborima 3. siječnja 2000. SNS je sudjelovala na izborima sa jednim kandidatom (Milan Đukić, predsjednik SNS-a) u 12. izbornoj jedinici (manjinskoj). Po tadašnjem  Zakonu o nacionalnim manjinama Srbima je bilo rezervirano samo jedno mjesto u Saboru. Bila su četiri srpska kandidata za to mjesto. Milan Đukić kao kandidat SNS-a je premoćno je pobjedio sa oko 4000 glasova prednosti ispred drugoplasiranog rivala. Percepcija SNS-a kasnije se promijenila, kada je SNS počeo sve više kritizirati odnos vlasti prema srpskoj manjini, pošto su trajno bili nezadovoljni time što su Srbi u Republici Hrvatskoj prestali biti, po njihovom shvaćanju, politički narod i postali nacionalna manjina. 
Nakon "Oluje" i reintegracije Podunavlja SNS se za glasove Srba morao boriti sa Samostalnom demokratskom srpskom strankom, koja ga je postupno marginalizirala te je 2003. izgubio parlamentarni status. Srpska narodna stranka bila je parlamentarna stranka od 1992. do pred kraj 2003. godine. Srpska narodna stranka godine 2022. izbrisana je iz Registra političkih stranaka u Republici Hrvatskoj, a kao razlog je naveden prestanak rada.[nedostaje izvor]

## Vanjske poveznice
- Službena stranica  Arhivirana inačica izvorne stranice od 19. travnja 2015. (Wayback Machine)